# Marc Baró
Marc Baró Ortiz (Palma de Mallorca, 23 de agosto de 1999) es un futbolista español que juega como lateral izquierdo en el Real Murcia CF de la Primera Federación.

## Trayectoria
Nacido en Palma de Mallorca, Baró empezó a jugar en CD La Salle, club del fútbol base mallorquín. Siendo cadete ya jugaba con los juveniles de La Salle y con apenas 15 años Santi Denia le convocó con la selección española sub-16. En 2017 ingresó en La Masía del FC Barcelona, en el que estuvo durante dos temporadas. En la segunda temporada en Barcelona vivió una experiencia como cedido en el CF Damm, antes de pasar durante su último año de juvenil al Valencia CF.  
En noviembre de 2017, con 17 años hizo su debut con el Valencia CF Mestalla en Segunda División B de España en una derrota en casa por 1-2 en la frente al Hércules CF, en el que estuvo durante dos temporadas. Tras la etapa en el filial valencianista firmó por el Girona FC, que lo cedió a su filial, el CF Peralada, en la Segunda División B de España. 
En la temporada 2019-2020, firma por la SD Leioa de Segunda División B de España, donde en el mercado de invierno salió libre para llegar al Cádiz Club de Fútbol "B", equipo con el que firmó contrato hasta 2023.
Al término de la temporada 2019-20, tras la lesión de Luismi Quezada, el 17 de julio de 2020 debuta en la Segunda División con el primer equipo del Cádiz Club de Fútbol, en un encuentro que acabaría con derrota por cero goles a uno ante el Girona FC con el ascenso ya consumado a Primera División.
El 23 de enero de 2021, el lateral izquierdo debuta en la Primera División de España ante el Sevilla FC, disputando los 90 minutos en la derrota de su equipo por tres goles a cero.
En la temporada 2021-22, firma en calidad de cedido por el Betis Deportivo Balompié de la Primera Federación, en el que participó 2.208 minutos repartidos en 33 encuentros.
El 2 de enero de 2023, firma por el Club Deportivo Atlético Baleares de la Primera Federación.
El 6 de agosto de 2023, firma por el Real Murcia CF de la Primera Federación.

## Clubes
| Club                              | País   | Periodo         | Partidos (goles) |
| --------------------------------- | ------ | --------------- | ---------------- |
| Valencia CF Mestalla              | España | 2017-2019       |                  |
| CF Peralada                       | España | 2019            | 8 (0)            |
| SD Leioa                          | España | 2019-2020       | 14 (0)           |
| Cádiz Club de Fútbol "B"          | España | 2020-2022       | 12 (1)           |
| Cádiz Club de Fútbol              | España | 2021-2022       | 3 (0)            |
| Betis Deportivo Balompié (cedido) | España | 2021-2022       | 33 (0)           |
| Club Deportivo Atlético Baleares  | España | 2023            |                  |
| Real Murcia CF                    | España | 2023-Actualidad |                  |